# 末は博士か花よめか
『末は博士か花よめか』（すえははくしかはなよめか）は、牧村ジュンによる日本の漫画作品。
『なかよし』（講談社）にて1979年9月号から1980年5月号まで連載された。

## 書誌情報
- 末は博士か花よめか 1、初版発行日1980年3月5日
- 末は博士か花よめか 2、初版発行日1980年5月2日
  - しあわせの木もれ日（1978年11月号）